# Cynanchum intricatum
Cynanchum intricatum là một loài thực vật có hoa trong họ La bố ma. Loài này được K.Schum. mô tả khoa học đầu tiên năm 1898.